# Clube de Esportes União ABC
O Clube de Esportes União ABC, também conhecido pelo acrônimo CEU ABC, é um clube de futebol sediado em Campo Grande, capital do estado do Mato Grosso do Sul, fundado em 19 de janeiro de 1998 por Gil Edson Mariano e Maurio Martins Pereira.
O clube receberia o nome de "Estrela Vermelha", mas o então presidente eleito da Federação de Futebol de Mato Grosso do Sul, Francisco Cesário, sugeriu o nome "Clube de Esportes União". Na ocasião, José Plínio foi eleito, por unanimidade, primeiro presidente.
Em suas duas primeiras décadas de existência, obteve a melhor colocação na primeira divisão estadual em 1999, quando terminou na terceira colocação.